# Chevrolet Corsa
Der Chevrolet Corsa (auch Chevrolet Chevy) ist ein von General Motors gebauter Kleinwagen auf Basis des Opel Corsa.
Bereits in den 1960er Jahren gab es eine Modellversion des Chevrolet Corvair mit der Bezeichnung Corsa. Später bot General Motors verschiedene Opel-Modelle in Lateinamerika unter dem Markennamen Chevrolet an, darunter besonders Ableger des Opel Corsa.

## Erste Generation

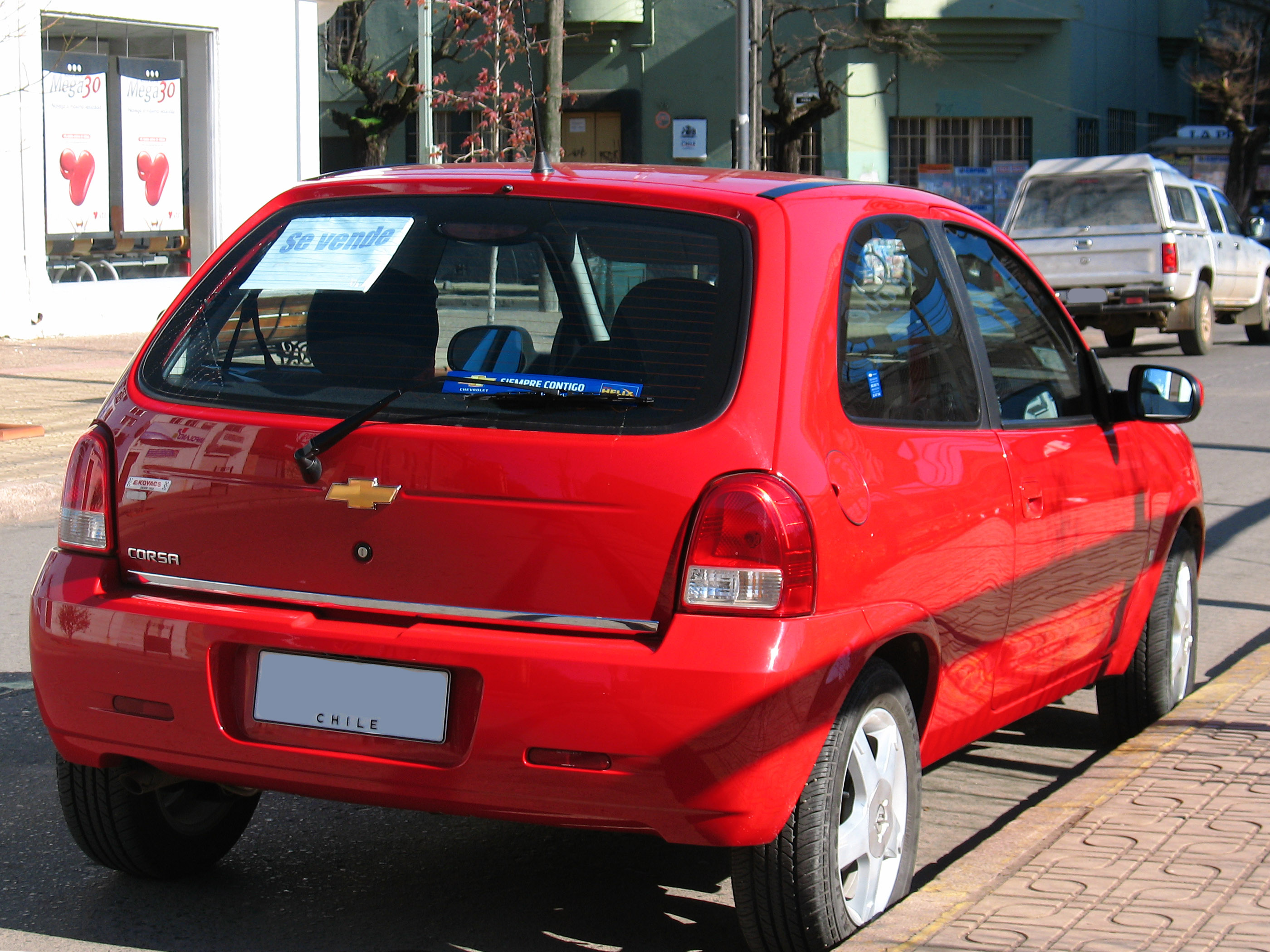
Schrägheckvariante, dreitürig, Heckansicht, Faceliftversion 4

Der Chevrolet Corsa, basierend auf der GM4200-Plattform, wurde 1994, ein Jahr nach der Markteinführung des Opel Corsa B, auch auf verschiedenen lateinamerikanischen Märkten eingeführt. Er war neben dem drei- und fünftürigen Steilheck auch als viertürige Stufenheck-Limousine, fünftüriger Kombi (ab 1997) und als zweitüriger Pick-up (ab 1995) erhältlich. Gebaut wurden die Modelle in Argentinien und Brasilien, 2016 endete die Produktion.
Nach dem Generationswechsel des Opel Corsa Ende des Jahres 2000 kam es auch zu Veränderungen im Chevrolet-Programm. Während auf den meisten Märkten der Corsa C als Chevrolet Corsa angeboten wurden, wurde das alte Modell unter neuem Namen und mit leichten optischen Veränderungen weiterhin produziert.
Der Corsa B ist noch in einigen Ländern erhältlich. In Argentinien und Uruguay wird er als Corsa Classic, in Brasilien als Classic und in Chile als Corsa angeboten. Während er in Argentinien und Chile mit Schräg- und Stufenheck verkauft wurde, wird er in Uruguay mit Stufenheck und als Corsa Wagon genannter Kombi vertrieben.  In Brasilien war er in allen Karosserievarianten erhältlich.
Ein Ableger des Corsa B mit veränderter Frontpartie ist der Chevrolet Chevy, der von 2004 bis 2012 produziert und in Kolumbien und Mexiko mit Schräg- und Stufenheck angeboten wurde. In Mexiko wurde zum Ende der Produktion ein Sondermodell unter dem Namen „Joy“ angeboten.

### Varianten

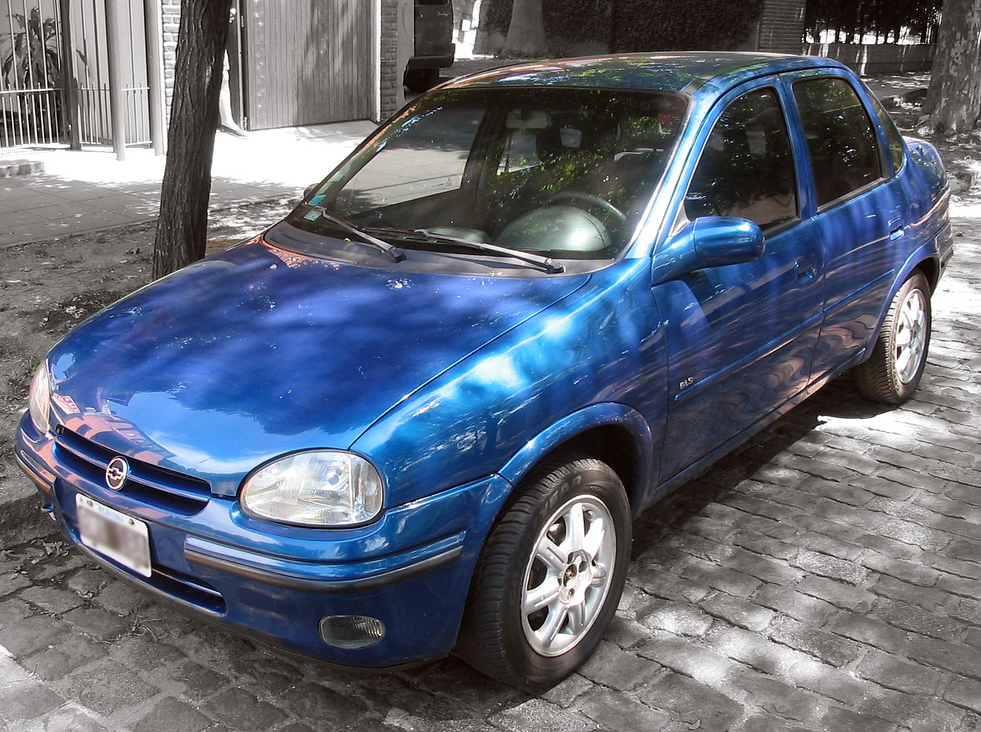
Stufenheckvariante, 1997–1999
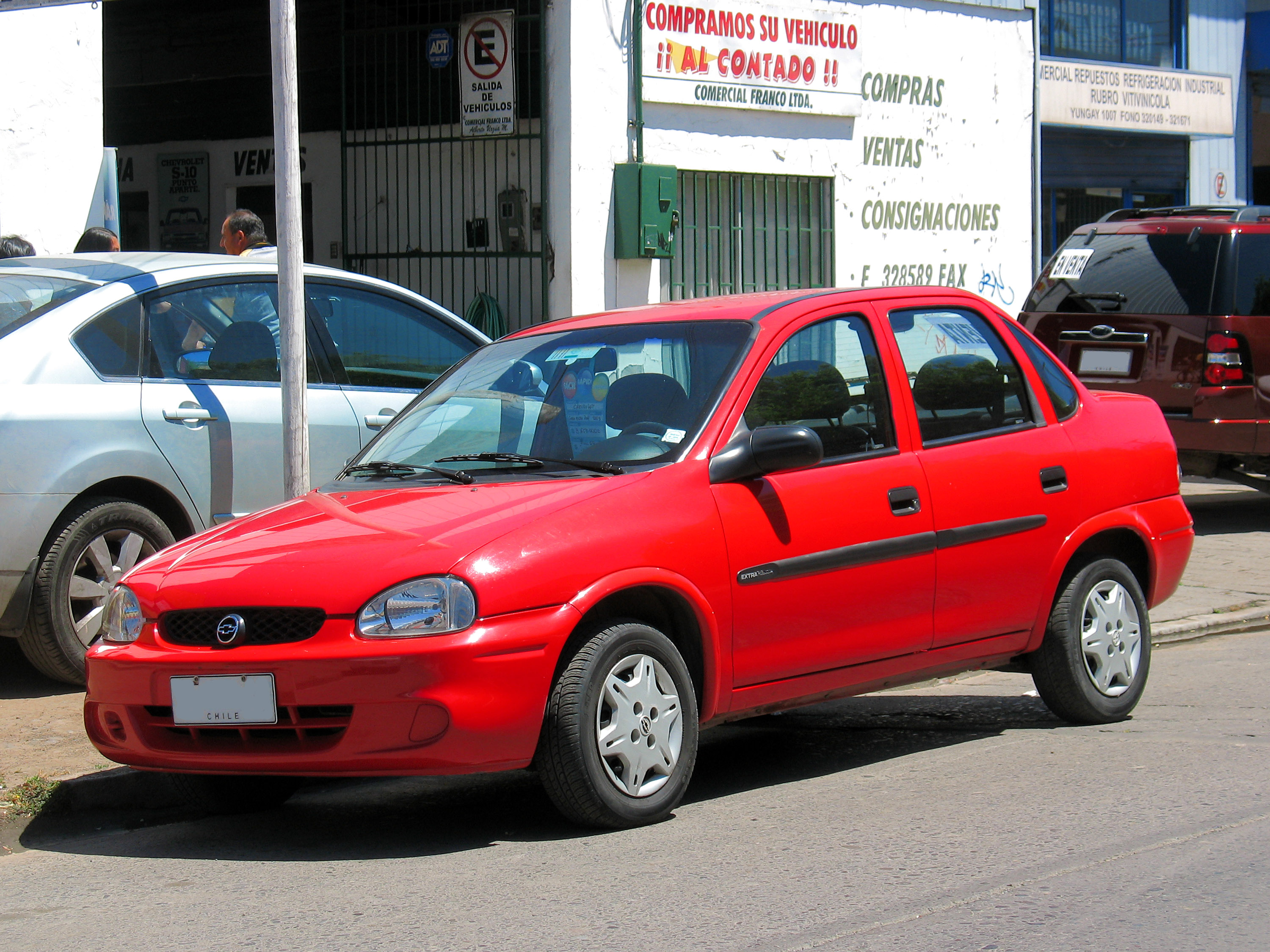
Stufenheckvariante, Facelift 1
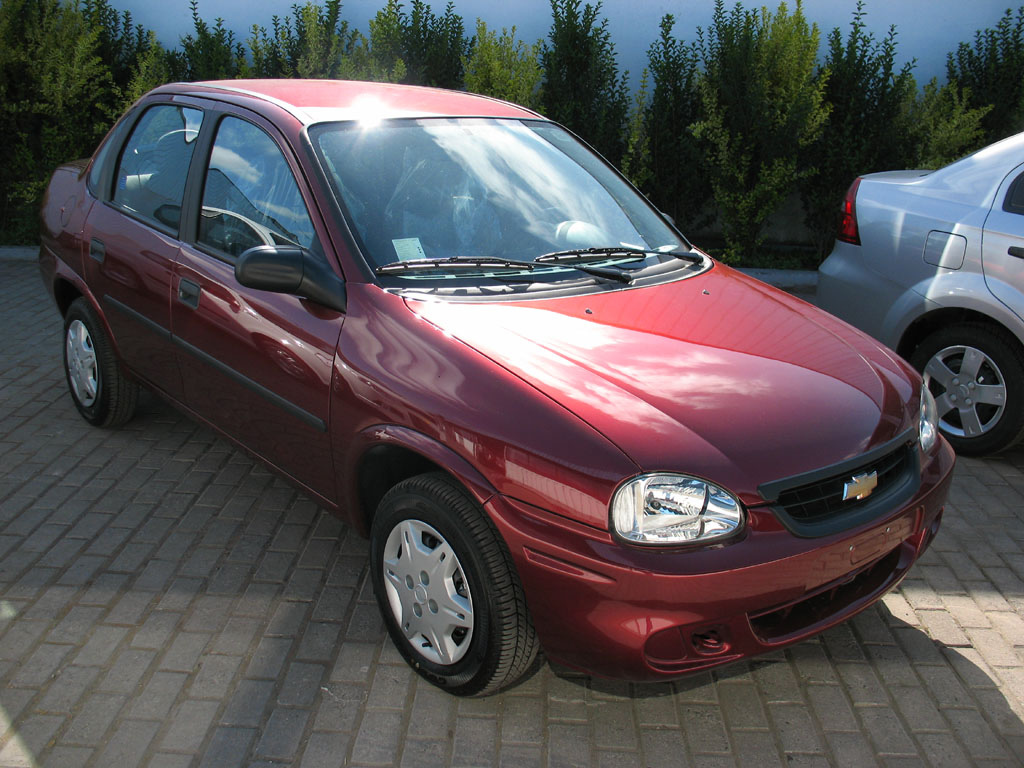
Stufenheckvariante, Facelift 2
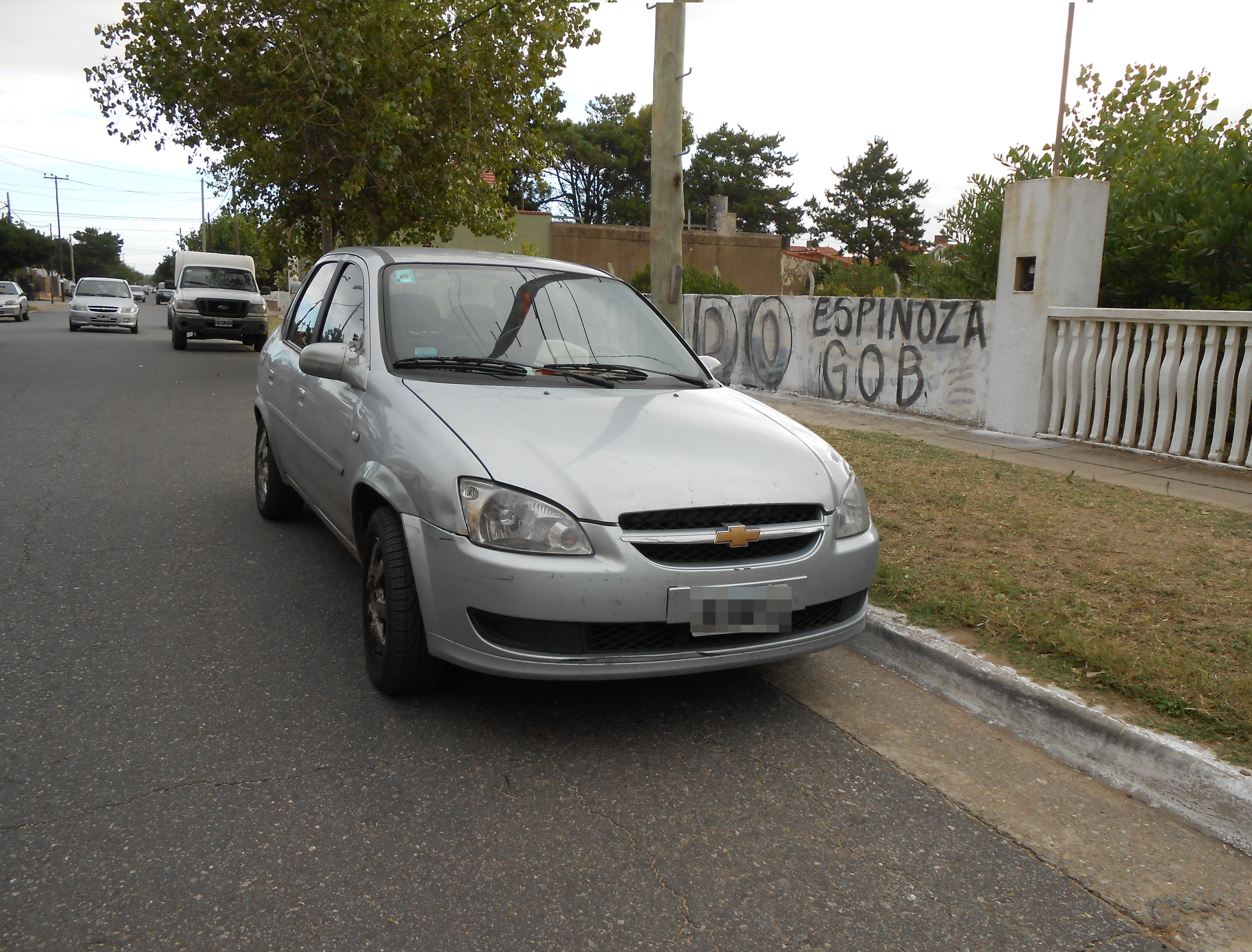
Stufenheckvariante, Facelift 3
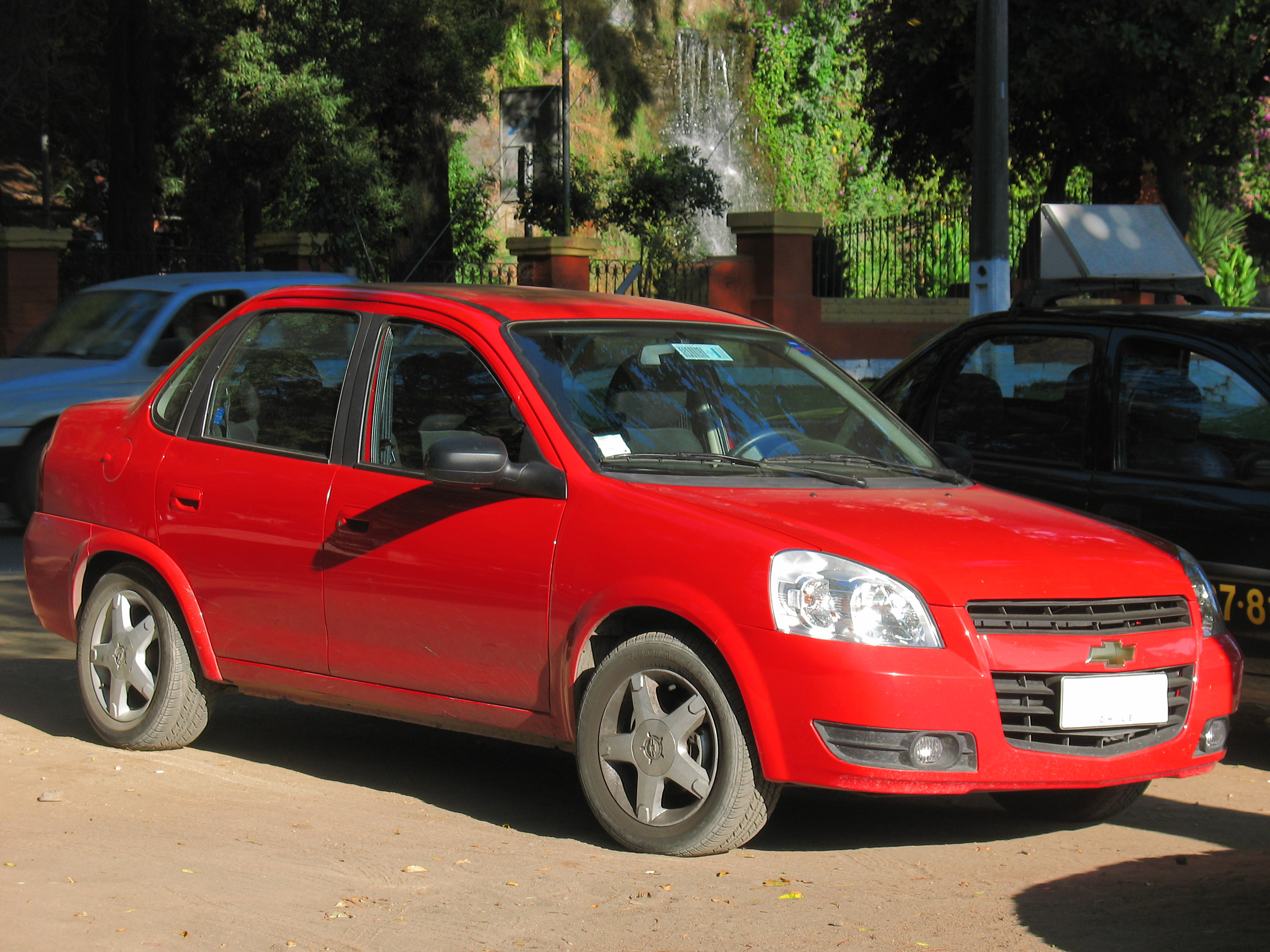
Stufenheckvariante, Facelift 4
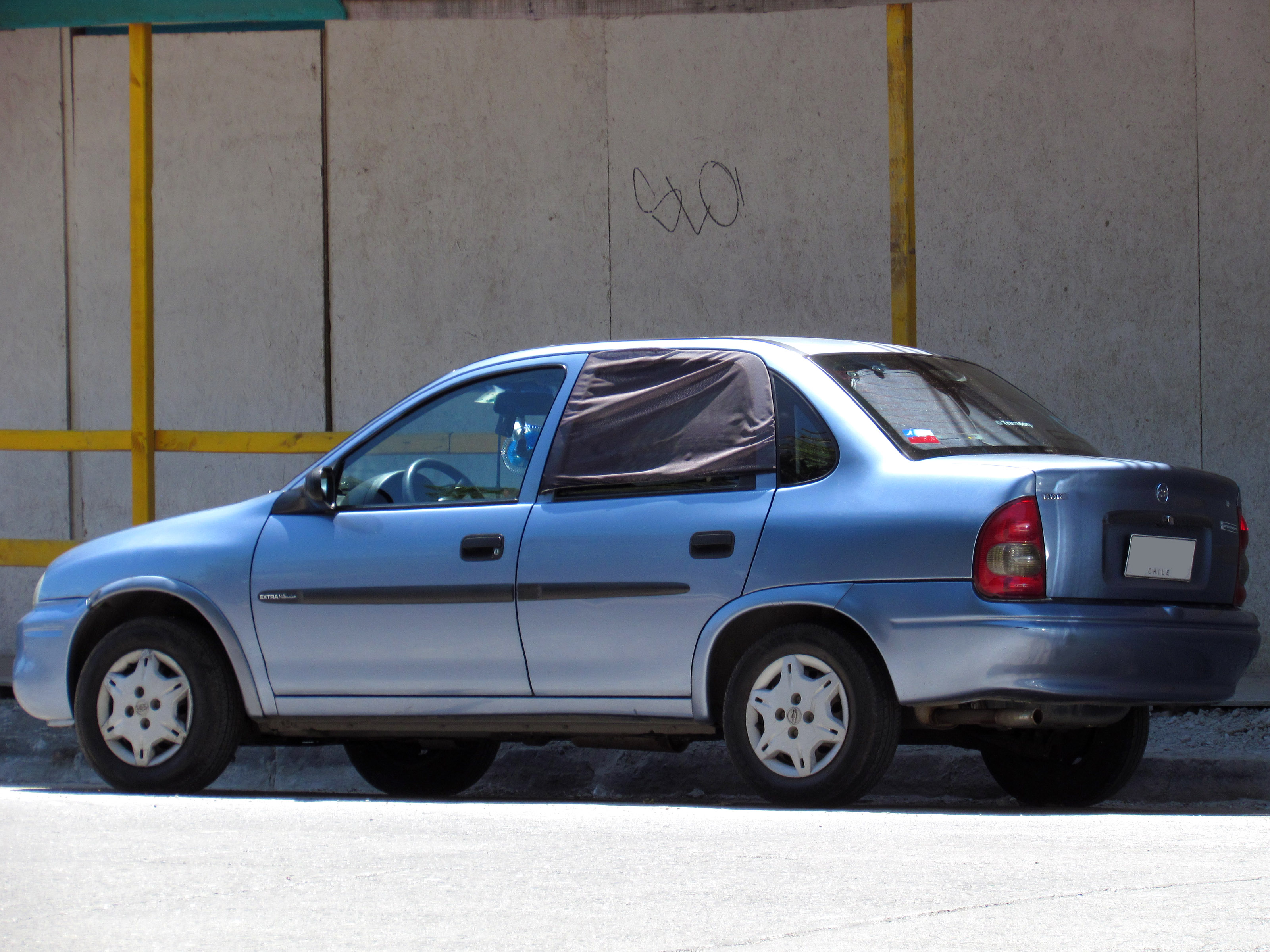
Stufenheckvariante, Heckansicht, Facelift 1
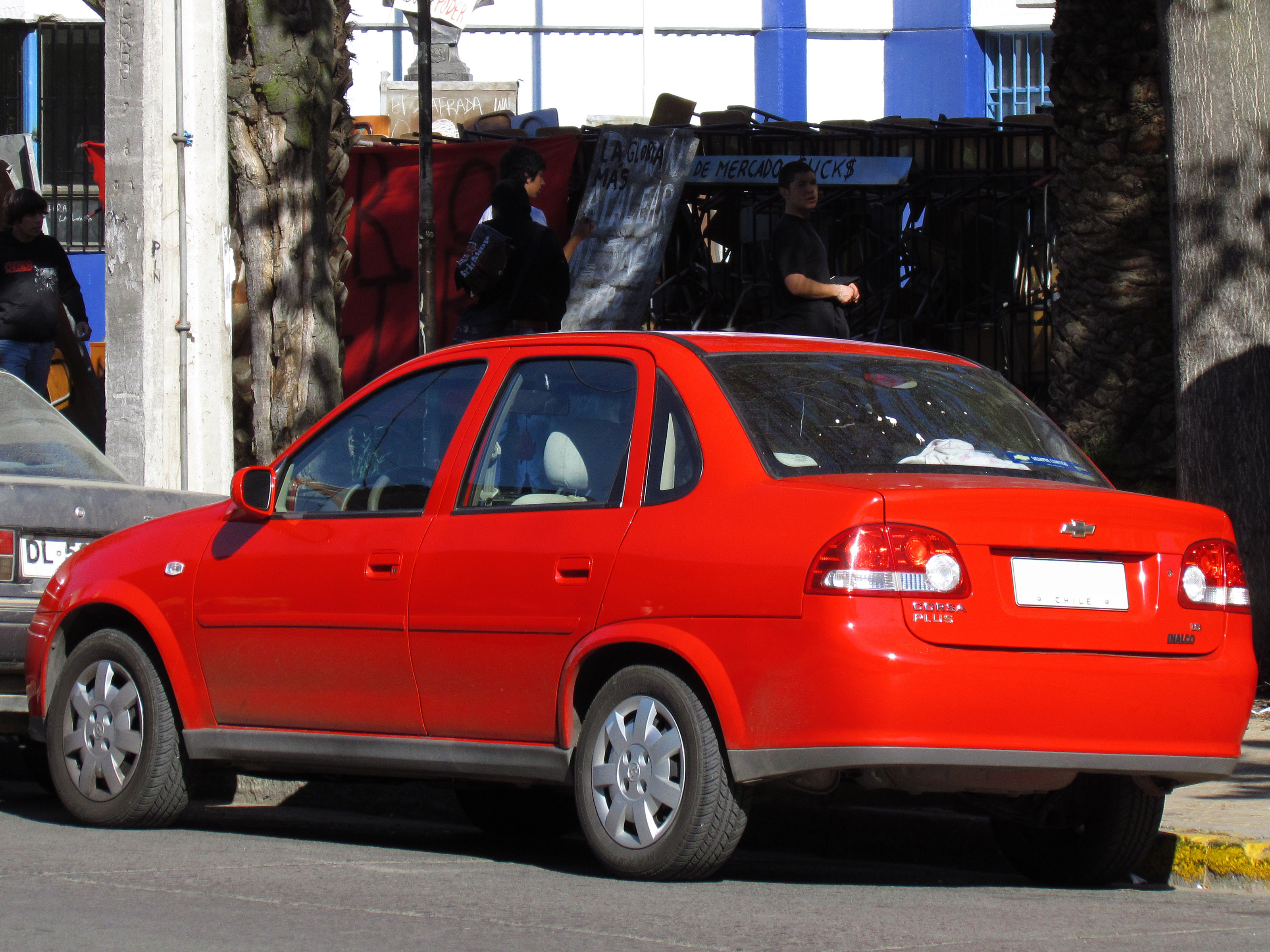
Stufenheckvariante, Heckansicht, Facelift 3
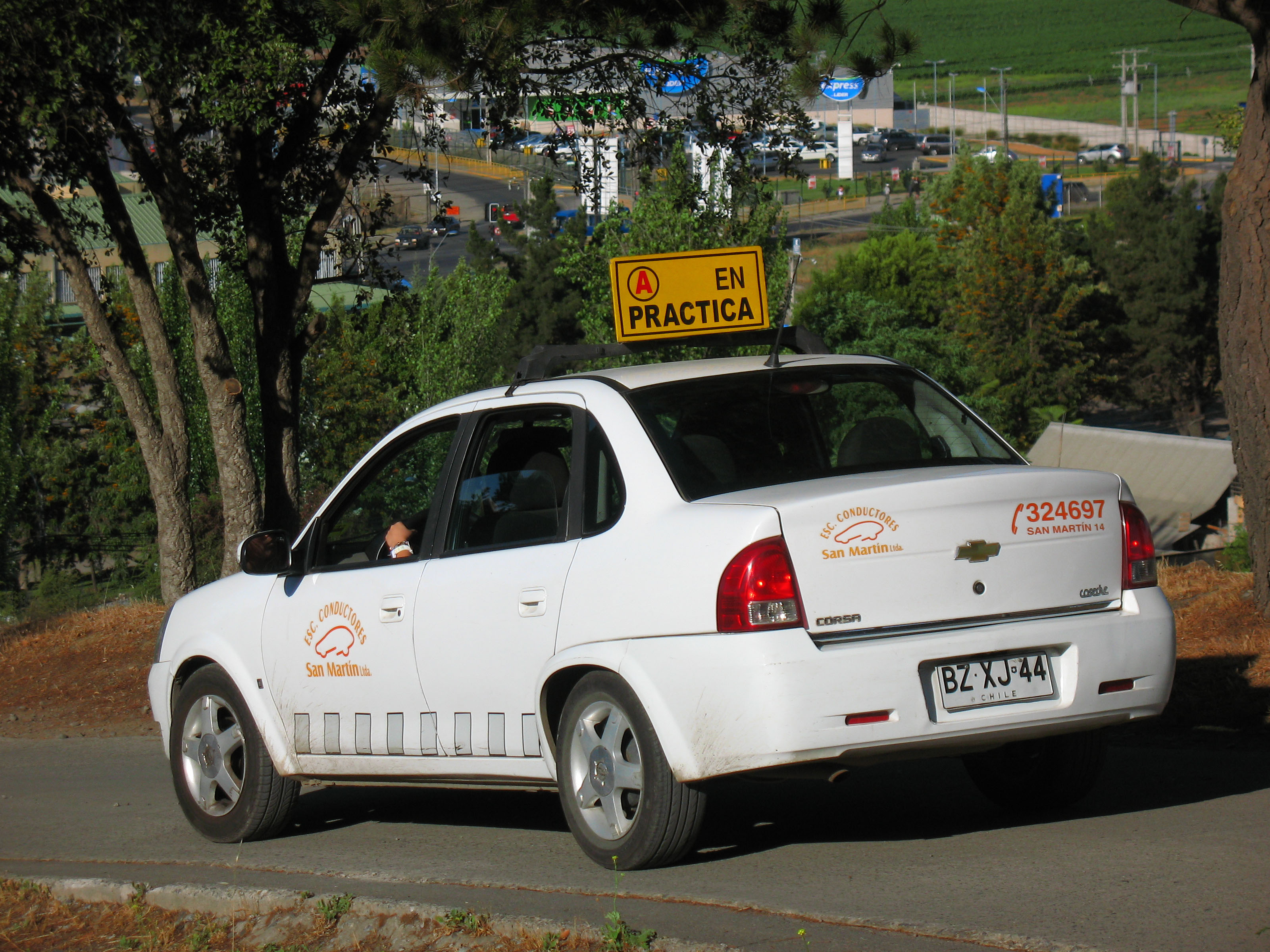
Stufenheckvariante, Heckansicht, Facelift 4
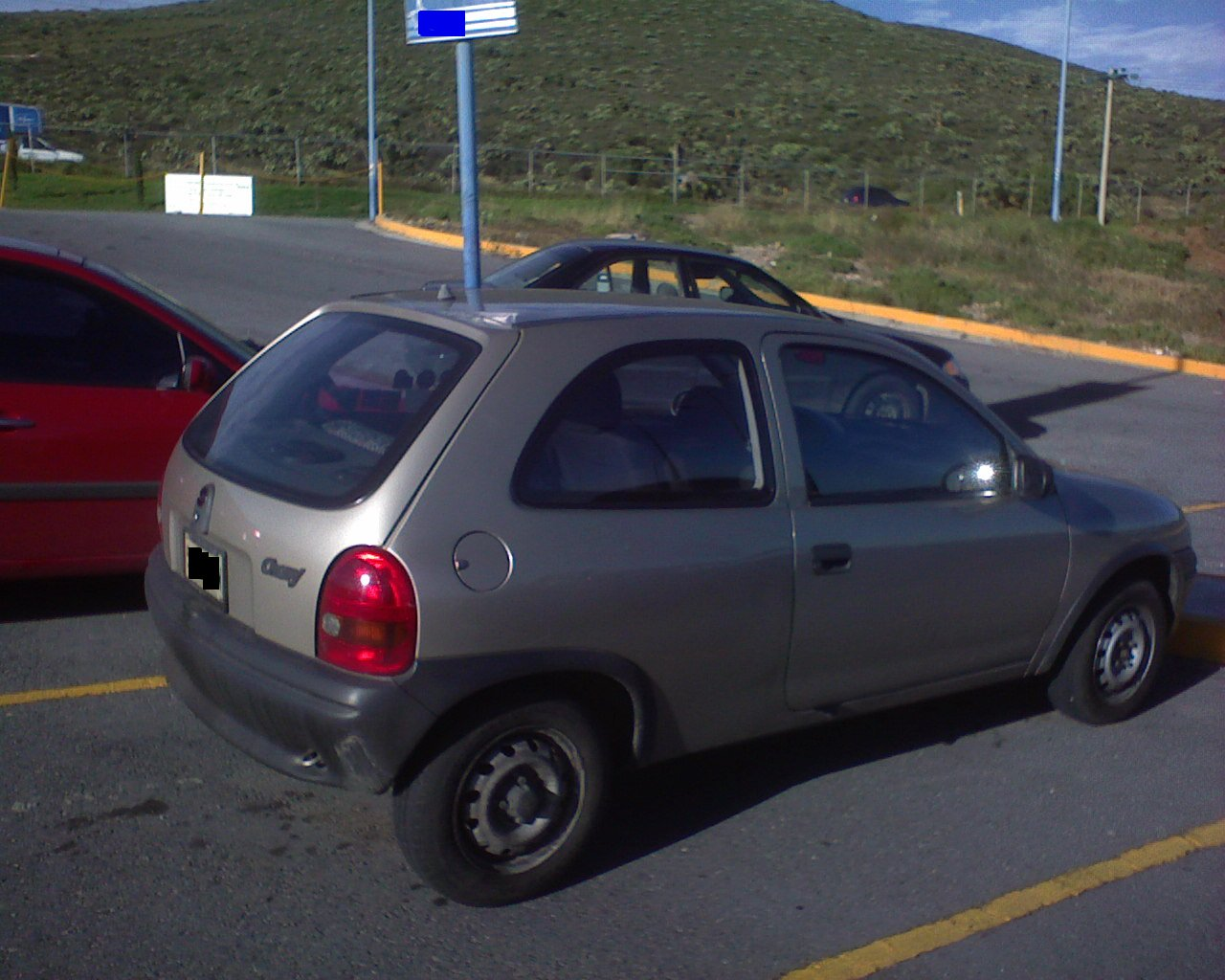
Schrägheckvariante, dreitürig, Heckansicht (als Chevrolet Chevy)
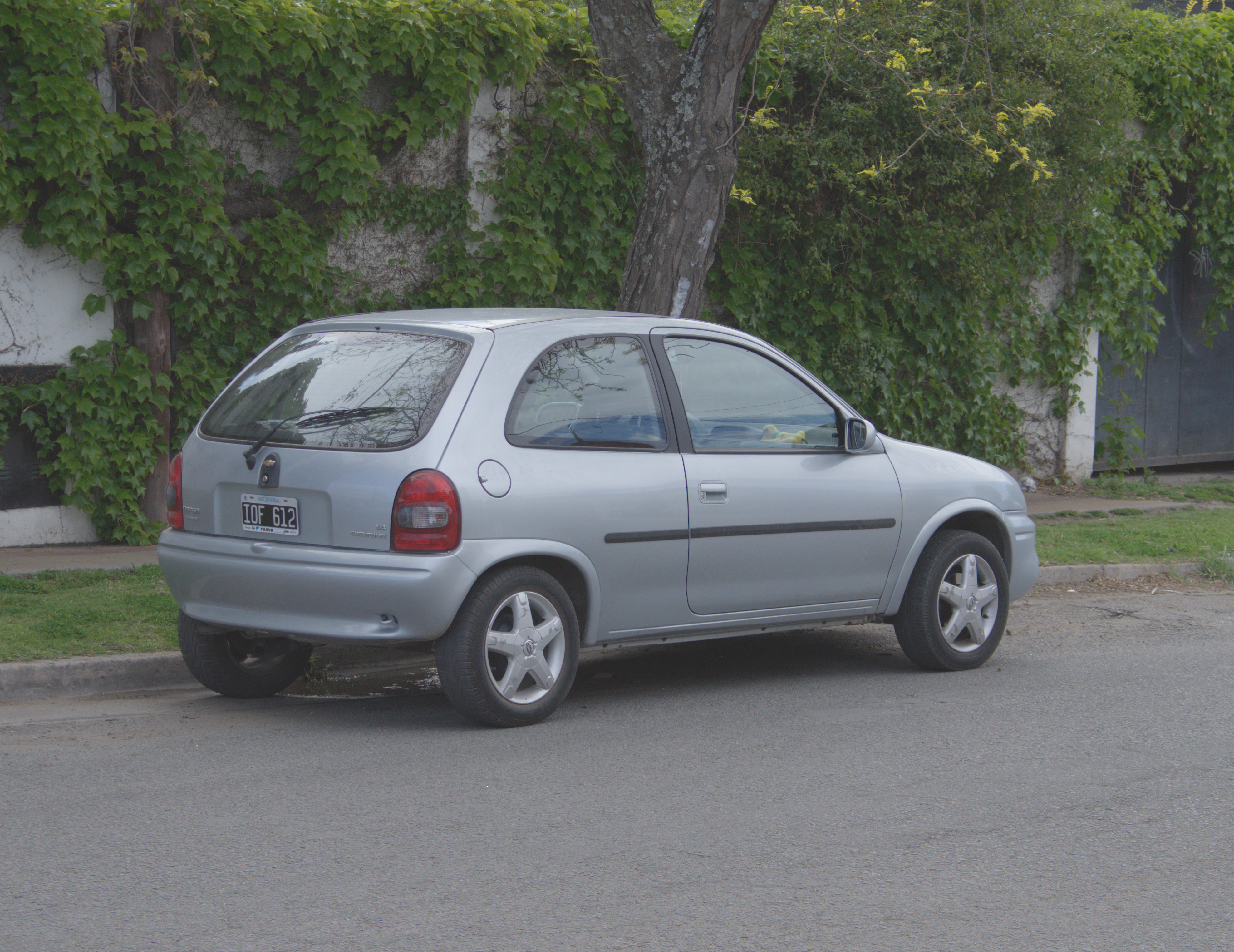
Schrägheckvariante, dreitürig, Heckansicht, Facelift 1
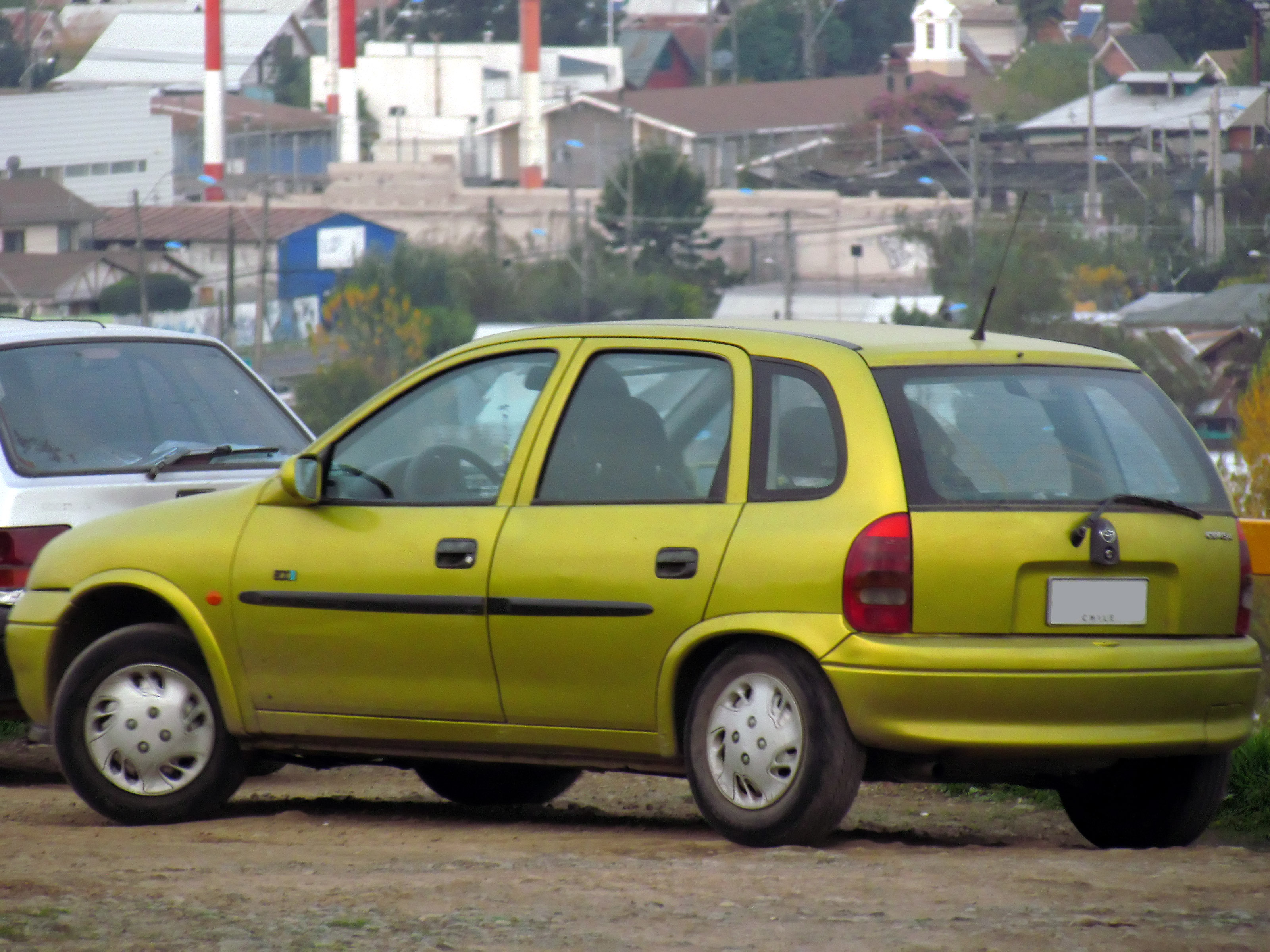
Schrägheckvariante, fünftürig, Heckansicht
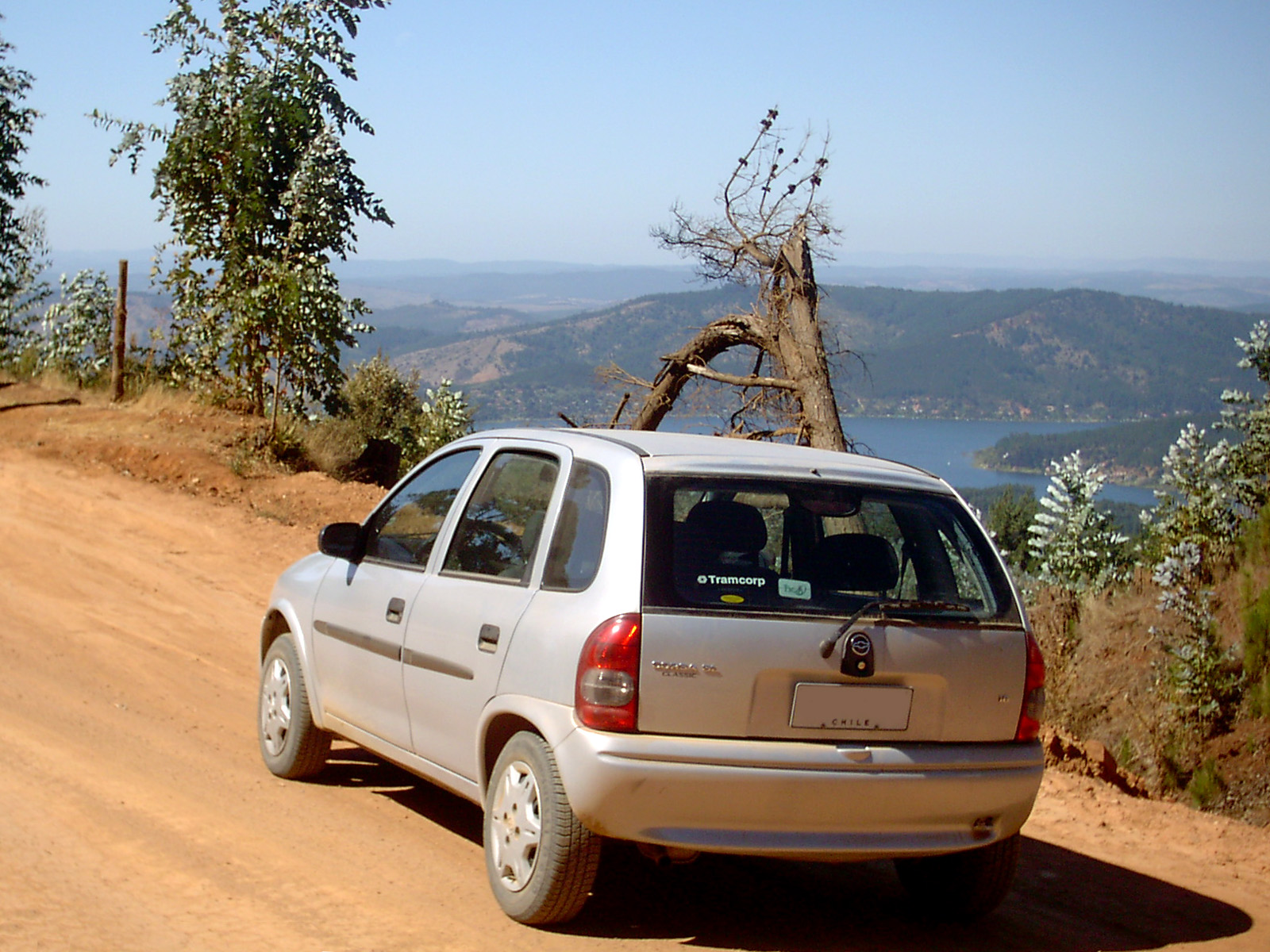
Schrägheckvariante, fünftürig, Heckansicht, Facelift 1
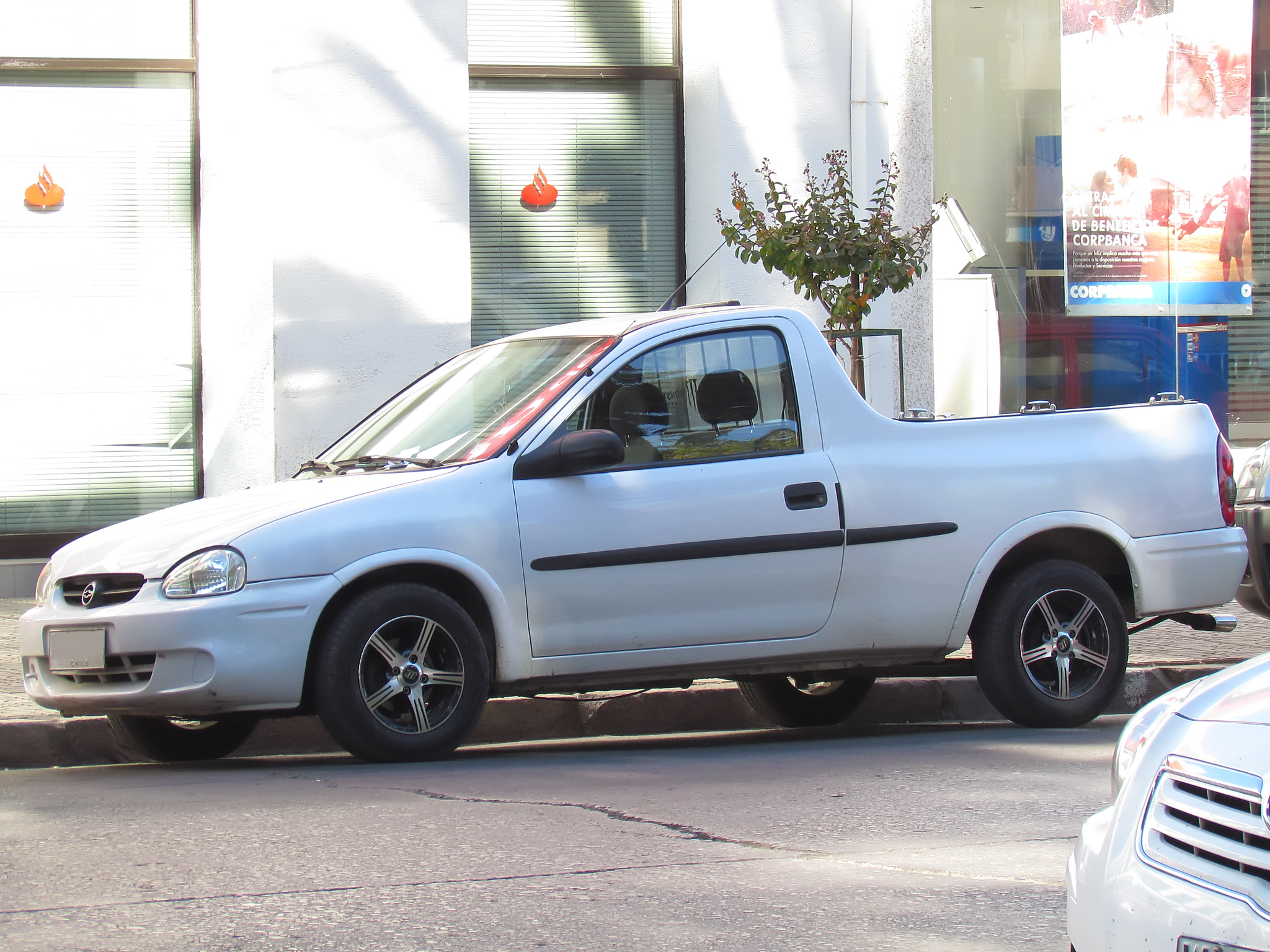
Pickupvariante
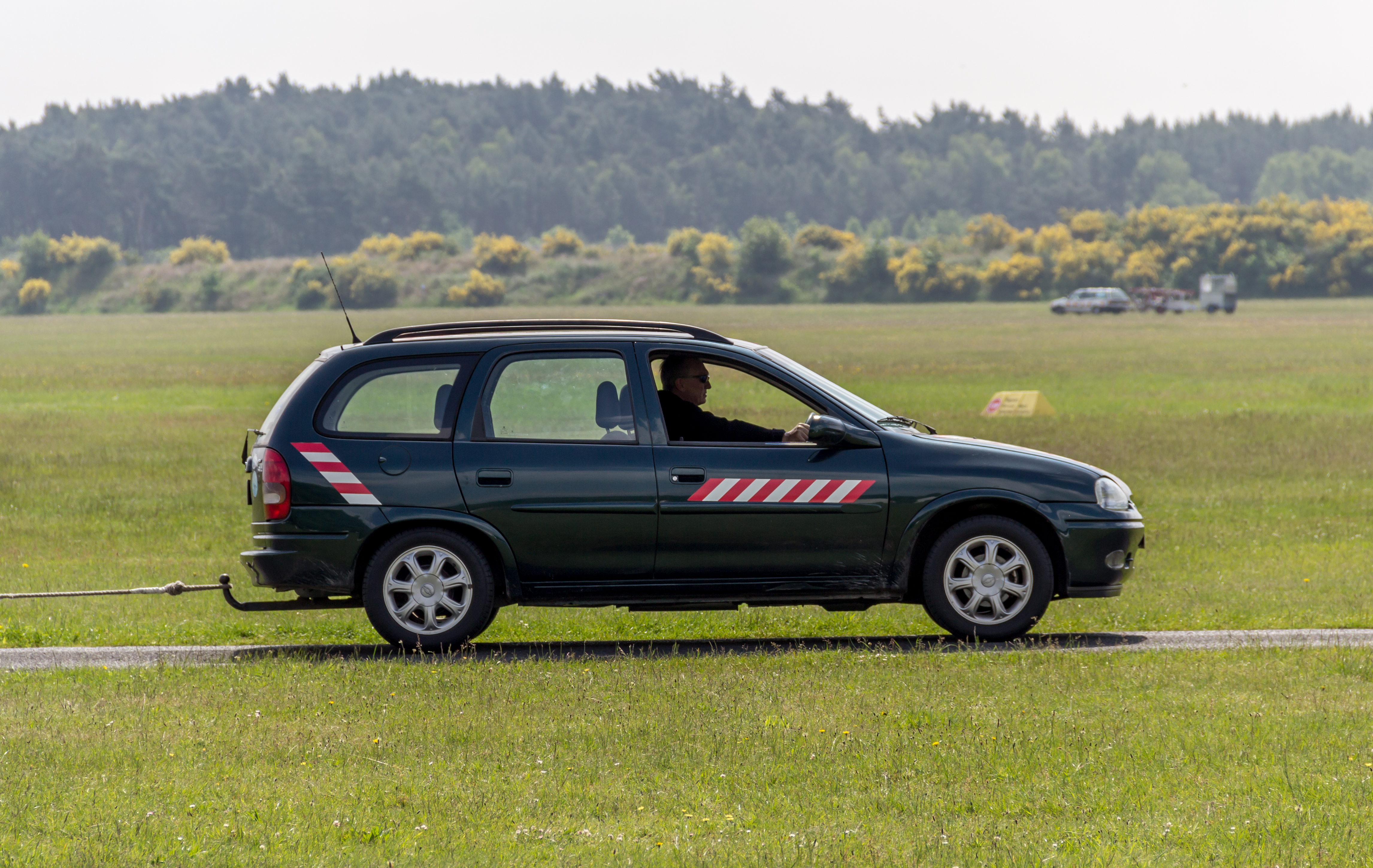
Kombivariante, Seitenansicht
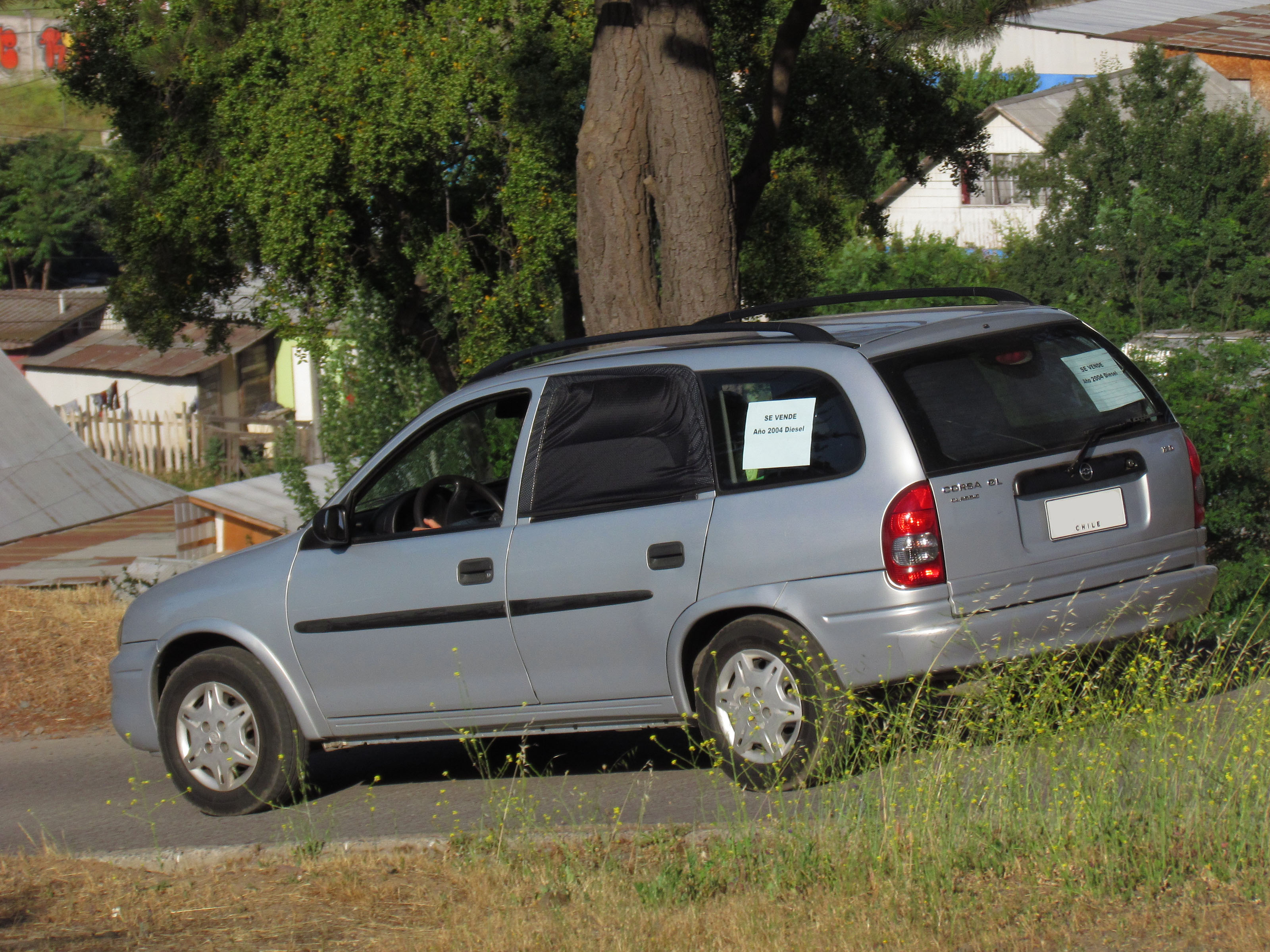
Kombivariante, Heckansicht, Facelift
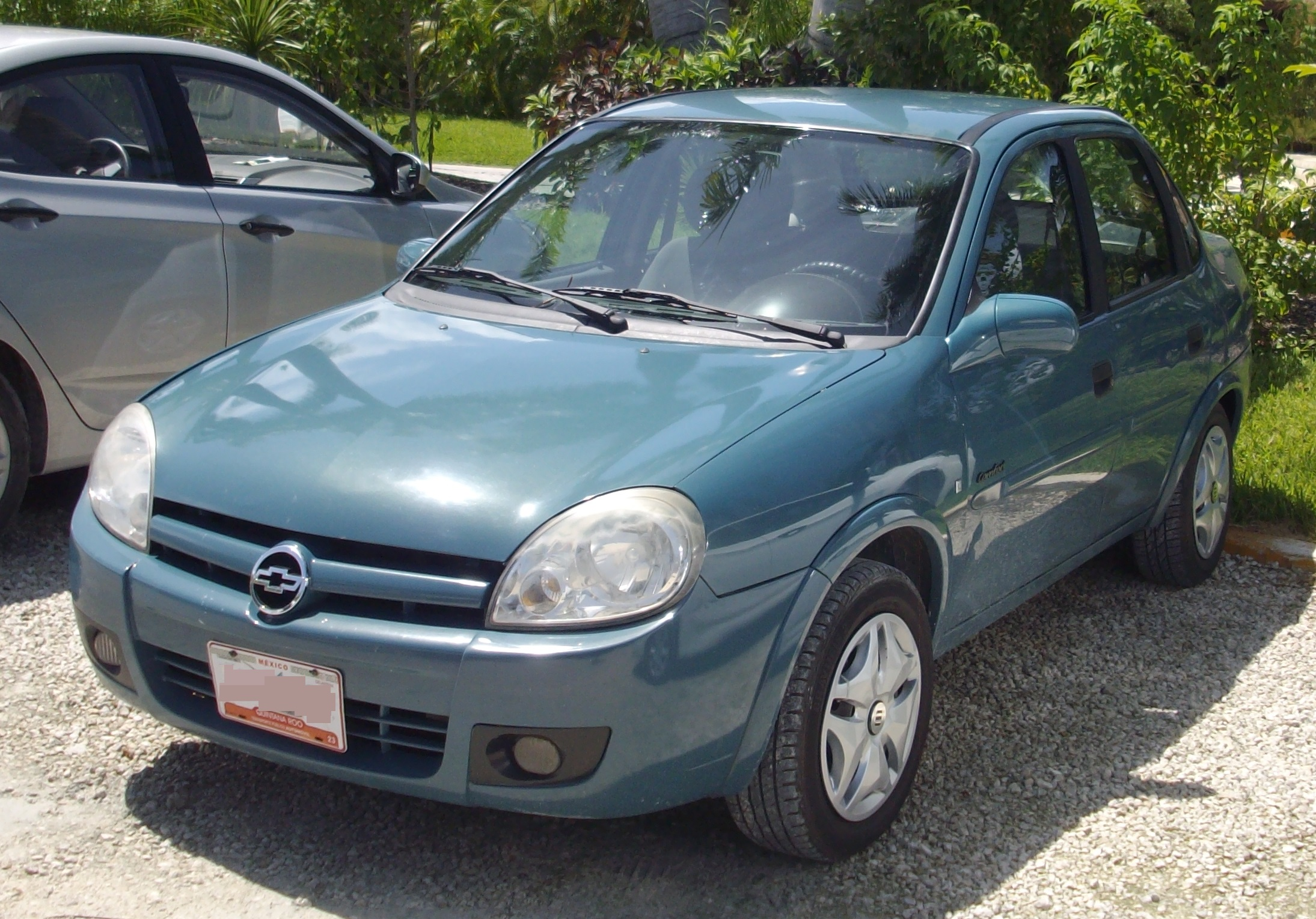
Chevrolet Chevy, 2004–2008
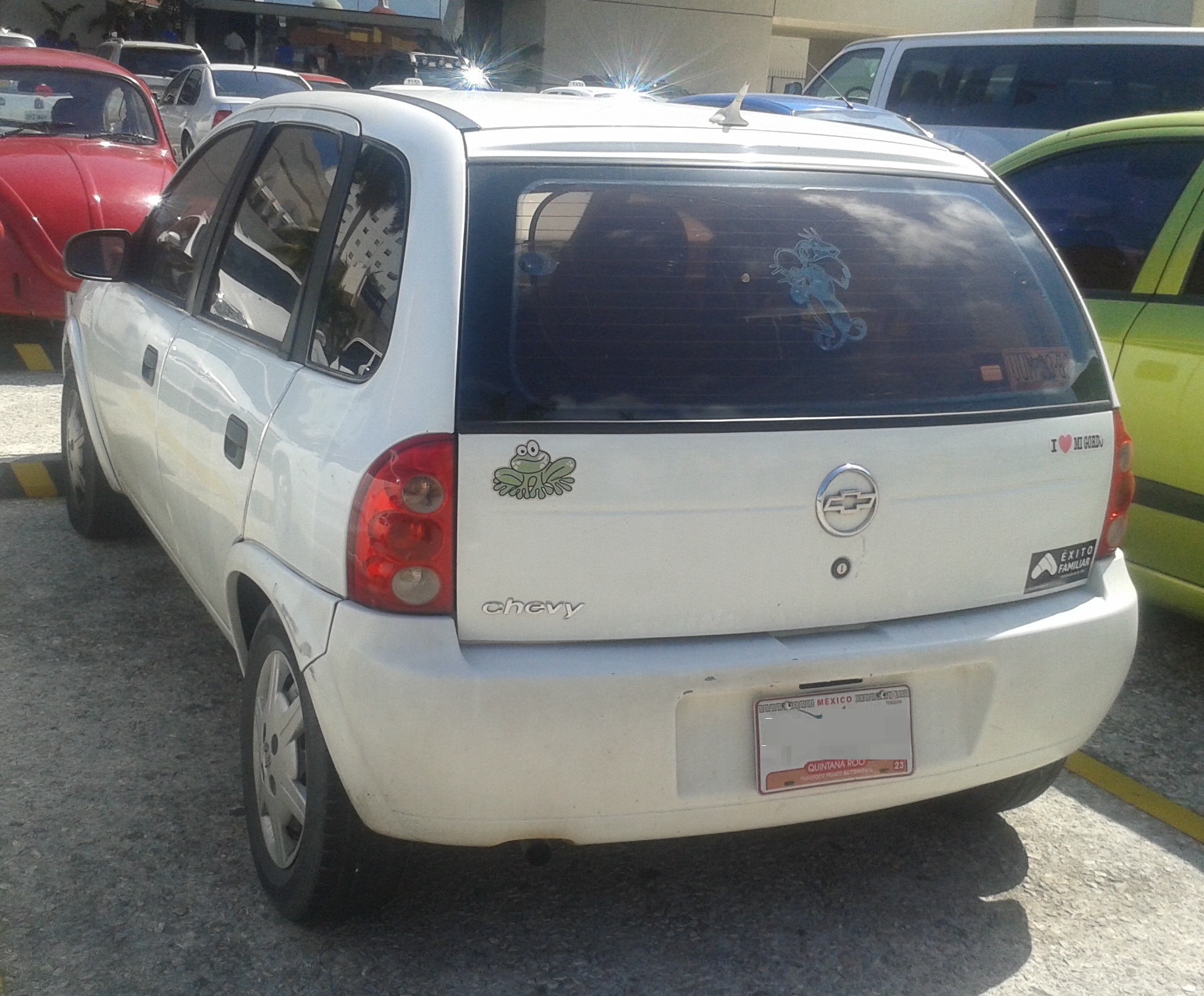
Chevrolet Chevy, fünftürig, 2004–2008
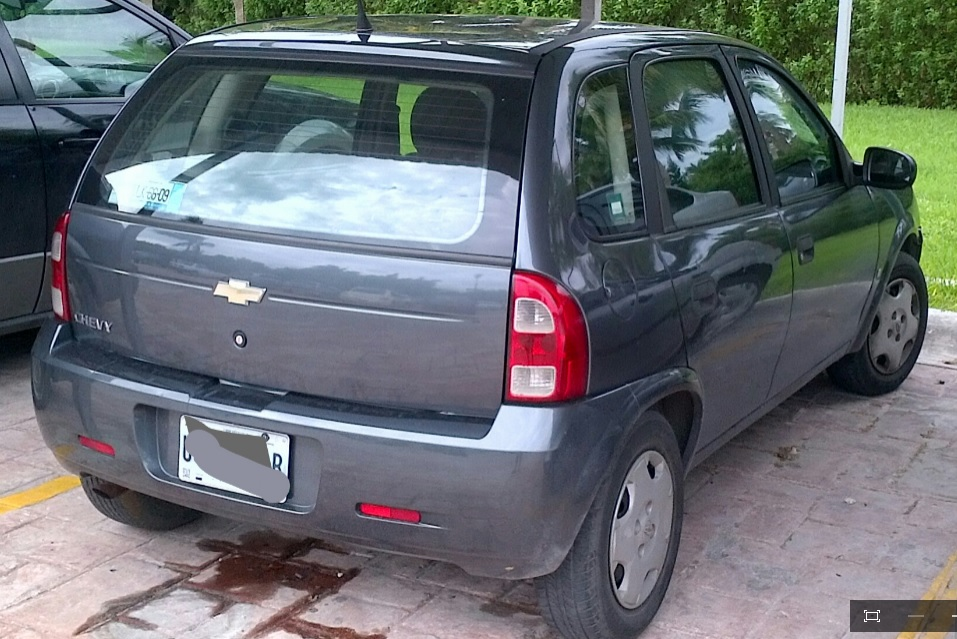
Chevrolet Chevy, fünftürig, Heckansicht, 2008–2012

### Technische Daten
| Chevrolet Corsa            | 1.0                                    | 1.4                                    | GSI                                    |
| -------------------------- | -------------------------------------- | -------------------------------------- | -------------------------------------- |
| Motorart                   | Ottomotor                              | Ottomotor                              | Ottomotor                              |
| Arbeitsverfahren           | Viertakt                               | Viertakt                               | Viertakt                               |
| Motorbauart                | 4-Zylinder-Reihenmotor                 | 4-Zylinder-Reihenmotor                 | 4-Zylinder-Reihenmotor                 |
| Hubraum                    | 999 cm³                                | 1389 cm³                               | 1598 cm³                               |
| Bohrung × Hub              | 71 mm × 62,9 mm                        | 77,6 mm × 73,4 mm                      | 79 mm × 81,5 mm                        |
| max. Leistung bei 1/min    | 37 kW (50 PS) bei 5800                 | 44 kW (60 PS) bei 5200                 | 79 kW (108 PS) bei 6200                |
| max. Drehmoment bei 1/min  | 76 Nm bei 3200                         | 103 Nm bei 2800                        | 145 Nm bei 4000                        |
| Verdichtung                | 9,2 : 1                                | 9,4 : 1                                | 10,5 : 1                               |
| Gemischaufbereitung        | Elektronische Zentraleinspritzung      | Elektronische Zentraleinspritzung      | Elektronische Zentraleinspritzung      |
| Ventilsteuerung            | OHC                                    | OHC                                    | DOHC                                   |
| Nockenwellenantrieb        | Zahnriemen                             | Zahnriemen                             | Zahnriemen                             |
| Kühlung                    | Wasserkühlung                          | Wasserkühlung                          | Wasserkühlung                          |
| Getriebe                   | 5-Gang-Getriebe                        | 5-Gang-Getriebe                        | 5-Gang-Getriebe                        |
| Antriebsart                | Frontantrieb                           | Frontantrieb                           | Frontantrieb                           |
| Radaufhängung vorn         | Quer- und Längslenker, Schraubenfedern | Quer- und Längslenker, Schraubenfedern | Quer- und Längslenker, Schraubenfedern |
| Radaufhängung hinten       | Verbundlenkerachse, Schraubenfedern    | Verbundlenkerachse, Schraubenfedern    | Verbundlenkerachse, Schraubenfedern    |
| Bremsen vorn               | Scheibenbremsen                        | Scheibenbremsen                        | Scheibenbremsen                        |
| Bremsendurchmesser vorn    | 23,6 cm                                | 23,6 cm                                | 25,6 cm                                |
| Bremsassistenzsystem       | Bremskraftverstärker                   | Bremskraftverstärker                   | Bremskraftverstärker                   |
| Lenkung                    | Zahnstangenlenkung                     | Zahnstangenlenkung                     | Zahnstangenlenkung                     |
| Karosserie                 | Stahlblech, selbsttragend              | Stahlblech, selbsttragend              | Stahlblech, selbsttragend              |
| Spurweite vorn             | 1385 mm                                | 1385 mm                                | 1385 mm                                |
| Spurweite hinten           | 1390 mm                                | 1390 mm                                | 1390 mm                                |
| Radstand                   | 2445 mm                                | 2445 mm                                | 2445 mm                                |
| Abmessungen                | 3730 mm × 1610 mm × 1390 mm            | 3730 mm × 1610 mm × 1390 mm            | 3730 mm × 1610 mm × 1390 mm            |
| Leergewicht                | 845 kg                                 | 865–895 kg                             | 945–960 kg                             |
| Höchstgeschwindigkeit      | 145 km/h                               | 150 km/h                               | 192 km/h                               |
| Beschleunigung, 0–100 km/h | 18,6 s                                 | 15,6 s                                 | 9,8 s                                  |
| Verbrauch                  | 6,2 l/100 km S                         | 6–9 l/100 km S                         | n.a. S                                 |

Quelle:

## Zweite Generation
Auch der Corsa C, der auf der GM4300- bzw. Gamma-Plattform von GM basiert, wurde ab 2002 unter der Marke Chevrolet angeboten. Teilweise wurden beide Modelle parallel angeboten, wobei das jeweils neuere Modell als Corsa verkauft wurde und das ältere Modell als Corsa Classic (bzw. Classic). Lediglich in Chile und Ecuador wurde das neue Modell als Corsa Evolution angeboten und das alte weiterhin als Corsa. Als Schrägheckversion ist es 3822 mm lang, 1646 mm breit, 1432 mm hoch und hat einen Radstand von 2491 mm; bei der Stufenheckversion beträgt die Länge anfangs 4170 mm bzw. später 4181 mm. Bis 2009 wurde als leistungsstärkstes Modell der Chevrolet Corsa SS angeboten. Die Produktion endete im Jahr 2012.

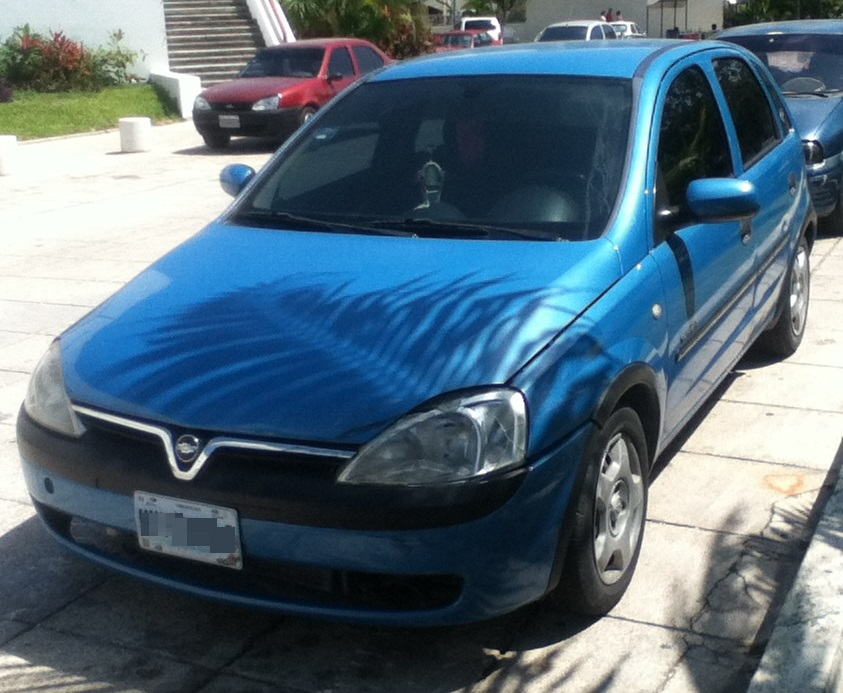
Schrägheckvariante, Modelljahr 2002
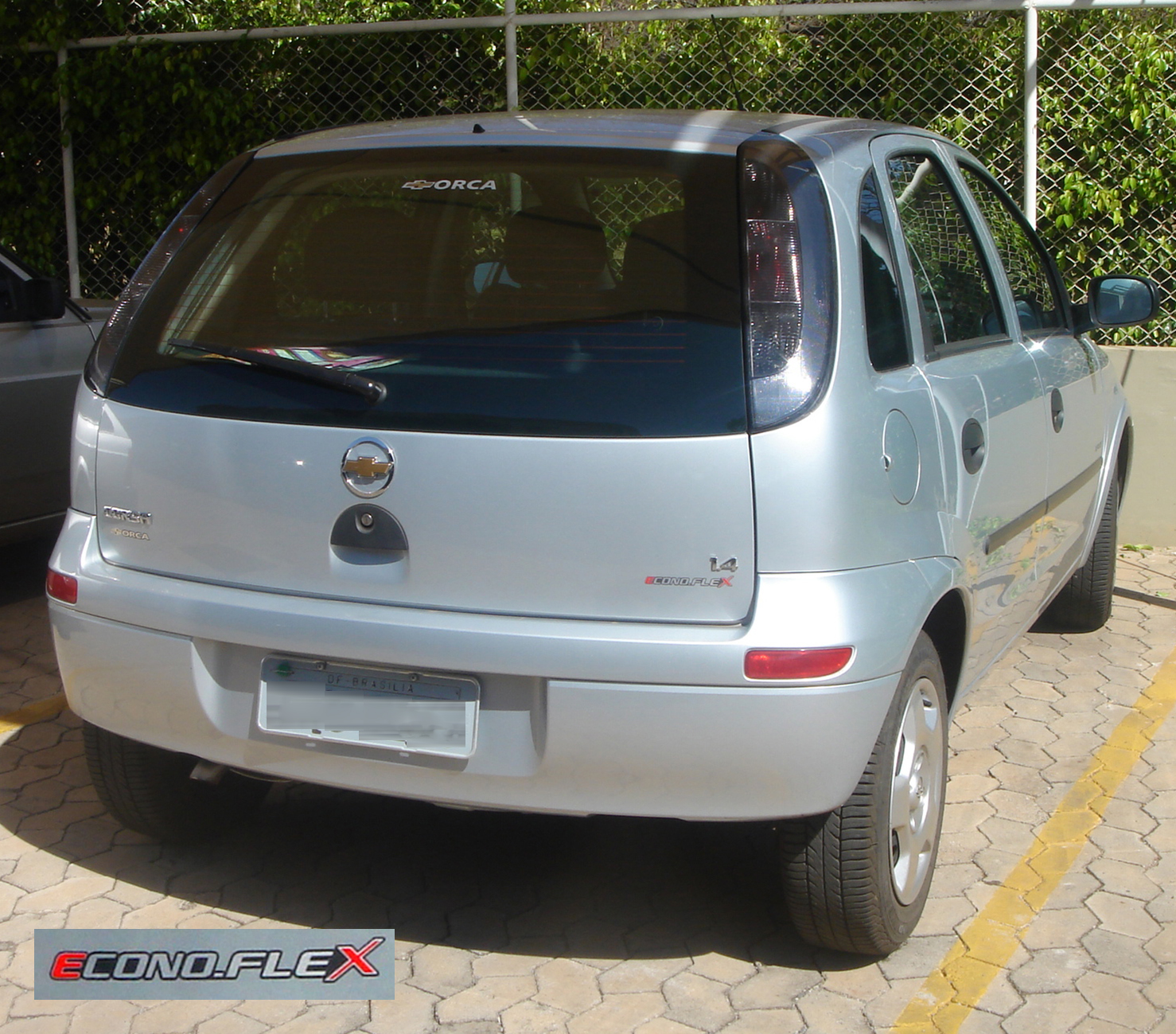
Schrägheckvariante, Heckansicht
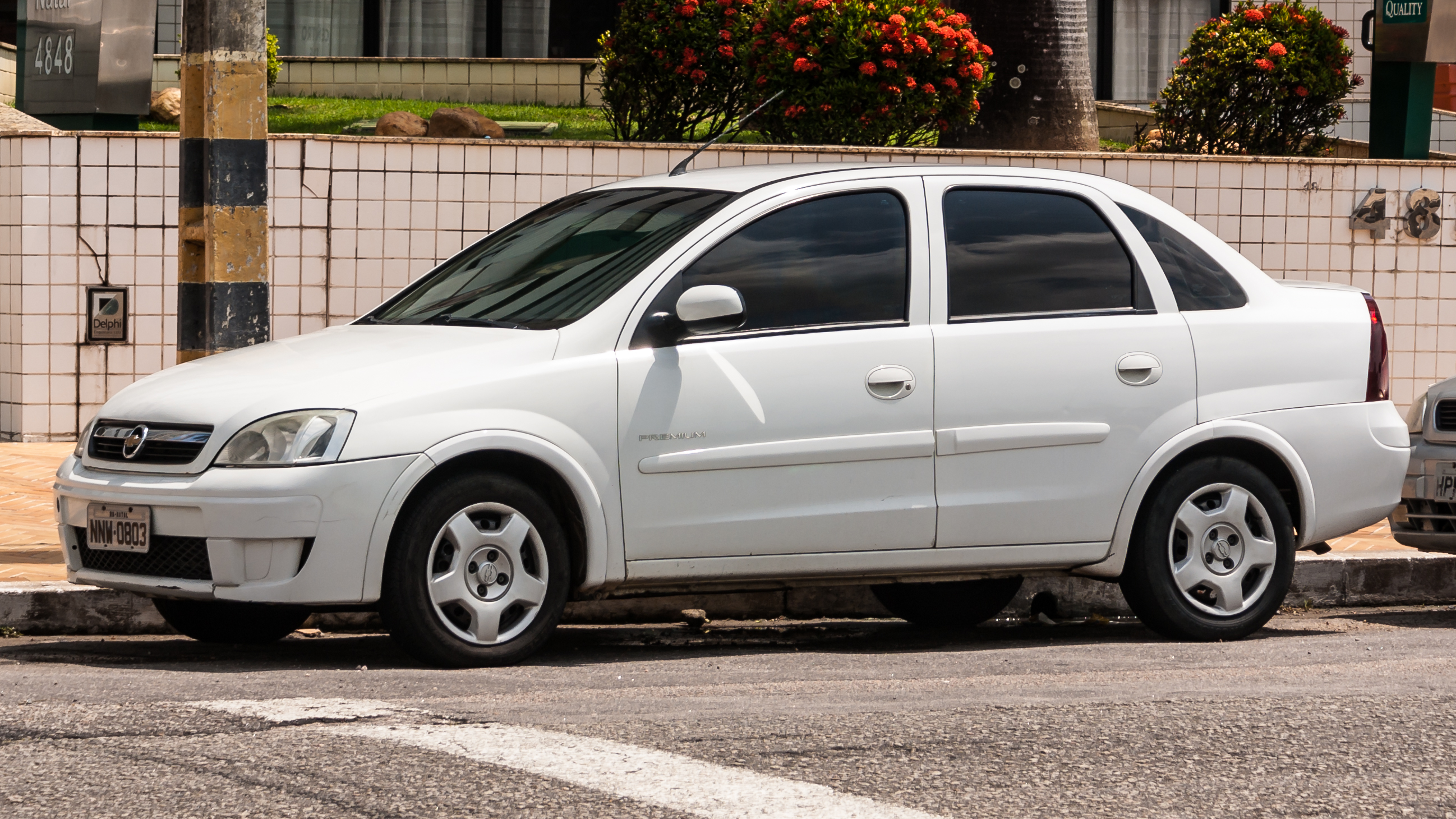
Stufenheckvariante, Faceliftversion
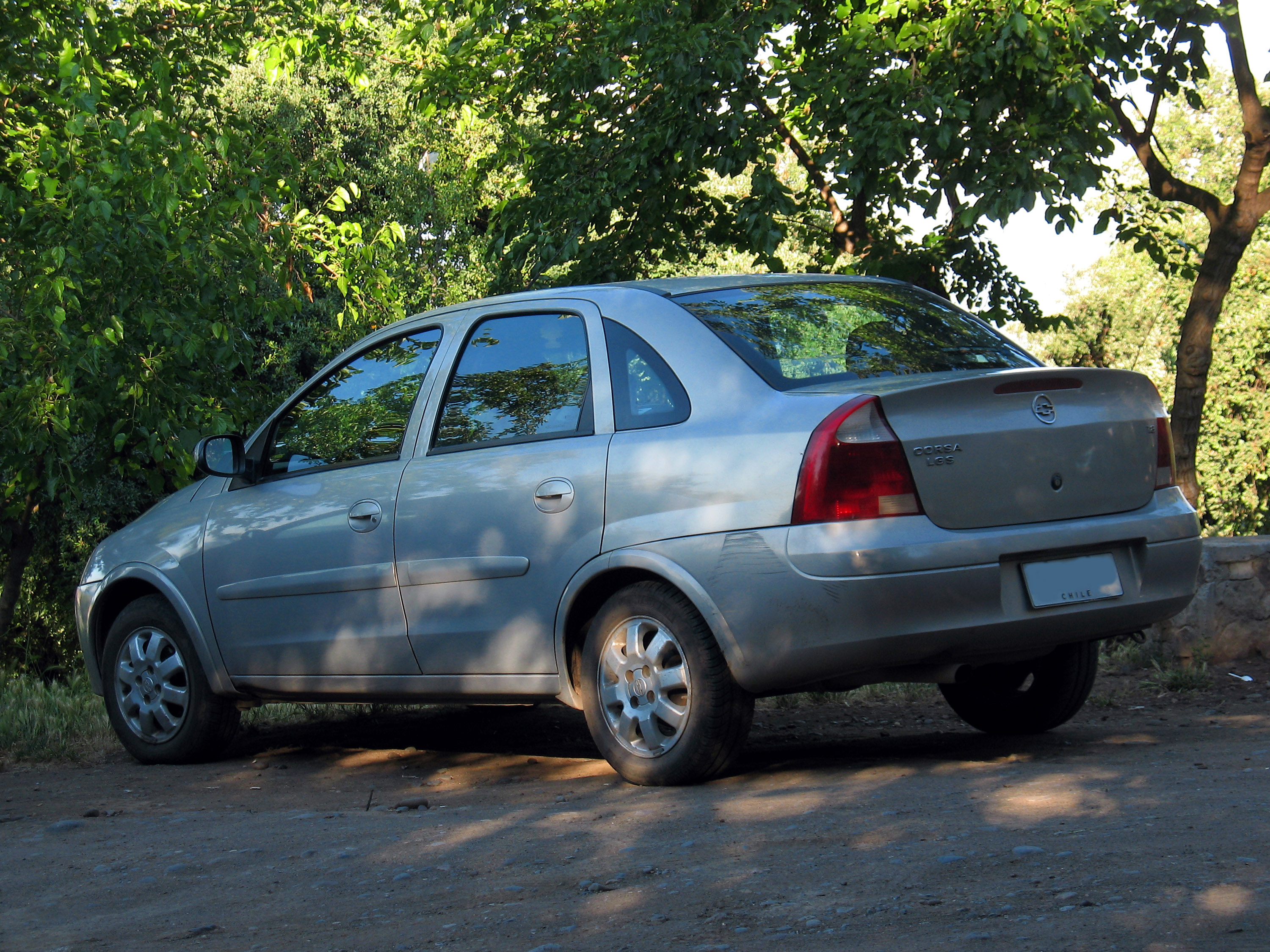
Stufenheckvariante, Heckansicht

## Chevrolet Celta/Prisma
Als Weiterentwicklung des Corsa B, wurde in Brasilien der Celta zwischen 2000 und 2016 als 3-Türer und ab 2005 auch als 5-Türer gebaut. Neben einer Steilheckversion wurde eine Stufenheckversion mit dem Namen Prisma angeboten.